# 유진 포시
유진 알프레드 포시(영어: Eugene Alfred Forsey, 1904년 5월 29일~1991년 2월 20일)은 캐나다의 정치철학자이다. 그는 1970년부터 1979년까지 캐나다 상원의원으로 활동하였다. 그는 캐나다 정치철학계에서 대표적인 헌법 전문가이다.

## 생애
유진 포시는 뉴펀들랜드 식민지에서 그랜드 뱅크 태어났다. 몬트리올의 맥길 대학교에 다녔다.
포시는 아서 미언이 주도하였던 캐나다 보수당의 지지자였다. 그러나 로즈 장학금의 도움으로 영국의 옥스퍼드 대학교 소속 배리올 칼리지에서 유학하는 시절 때에 민주사회주의 신봉자가 되었다. 캐나다에 돌아오자마자 그는 사회재건연맹에 가입하였고 리자이나에서 협동연방당의 창당을 기념하는 대회에 참가하였다.
포시는 1929년부터 1941년까지 맥길 대학교에서 경제학 겸 정치학 교수로 일하였다. 그는 나중에 오타와의 칼턴 대학교에서 캐나다의 행정학을 가르쳤으며 워털루 대학교에서 캐나다의 행정학과 노동역사학도 가르쳤다. 그는 1973년부터 1977년까지 트렌트 대학교의 총장을 지냈다.
비록 사회적인 진보론자가 되었지만 그는 여전히 자기자신을 헌법적인 보수주의자임을 밝혔다. 그래서 그는 킹-빙 사건에서 아서 미언 보수당 당수와 빙 총독의 주장을 방어한 박사학위 논문을 서술하였다. 이 논문은 1943년에 The Royal Power of Dissolution of Parliament라는 제목을 덧붙여 출판하였다. 그의 논문은 영국 연방 회원국의 중재 권력을 서술한 몇 안되는 대표적인 논문이다.
포시는 1930년대에 협동연방당의 당수로 활동하였다. 그는 몇년 동안 협동연방당에서 근무하다가 캐나다노동회의와 그 후계 캐나다 노동자 총협의회의 연구책임자로 근무하였다. 그는 1948년에 오타와의 칼턴 선거구에서 재보궐선거의 후보였지만 진보보수당의 당수 조시 드루의 승리로 물러나갔다.
포시는 협동연방당의 당원으로 활동하였지만 1958년에 진보보수당계 존 디펜베이커 총리가 그를 캐나다라디오텔레비전통신위원회의 전신인 방송관리위원회의 간부로 임명하였다. 그는 정책의 회의감에 1962년에 사퇴하였다.
한편 캐나다 노동자 총협의회와 협동연방당과 연립으로 신민주당이라는 새로운 정당이 결성되었다. 협동연방당 당원인 그는 퀘벡을 캐나다 속에 독립국이라고 주장하는 협동면방당에서 물러났다.
1960년대에서 그는 캐나다의 헌법에 대한 피에르 트뤼도의 주장에 이끌려서 자유당에 입당하였다. 그는 1970년에 자유당 출신의 상원의원으로 활동하였다.
그는 1979년에 75세가 되었을 때 상원 의원직에서 물러났다. 그는 하원 의원직의 입후보 확보에 대한 자유당의 제의를 거절하였다.